# Wspólnota administracyjna Schönsee
Wspólnota administracyjna Schönsee – wspólnota administracyjna (niem. Verwaltungsgemeinschaft) w Niemczech, w kraju związkowym Bawaria, w rejencji Górny Palatynat, w regionie Oberpfalz-Nord, w powiecie Schwandorf. Siedziba wspólnoty znajduje się w mieście Schönsee.
Wspólnota administracyjna zrzesza gminę miejską (Stadt) oraz dwie gminy wiejskie (Gemeinde): 
- Schönsee, miasto, 2 635 mieszkańców, 50,27 km²
- Stadlern, 573 mieszkańców, 10,55 km²
- Weiding, 538 mieszkańców, 22,43 km²